# Mindre svalstjärtsseglare
Mindre svalstjärtsseglare (Panyptila cayennensis) är en fågel i familjen seglare.

## Utseende
Mindre svalstjärtsseglare är en liten och snabbt flygande seglare. Den har mycket smala vingar och en lång och kluven stjärt, som dock oftast hålls stängd. Kombinationen av liten storlek och vit strupe som kontrasterar mot svart hjässa och kropp är karakteristiskt.

## Utbredning och systematik
Arten behandlas antingen som monotypisk eller delas in i två underarter med följande utbredning:
- Panyptila cayennensis veraecrucis: fuktigt lågland från sydöstra Mexiko (Veracruz) till norra Honduras
- Panyptila cayennensis cayennensis: södra Honduras till norra Bolivia och sydöstra Brasilien, Trinidad och Tobago

## Levnadssätt
Mindre svalstjärtsseglare hittas i fuktiga tropiska låglänta områden. Den ses vanligen flyga i par lågt över trädkronorna, men kan också röra sig ut över öppnare områden, sjöar och floder. Fågeln påträffas ofta tillsammans med andra små seglare, framför allt småseglaren.

## Status och hot
Arten har ett stort utbredningsområde, men tros minska i antal, dock inte tillräckligt kraftigt för att den ska betraktas som hotad. Internationella naturvårdsunionen IUCN listar arten som livskraftig (LC). Beståndet uppskattas till i storleksordningen en halv miljon till fem miljoner vuxna individer.